# Gadiformes

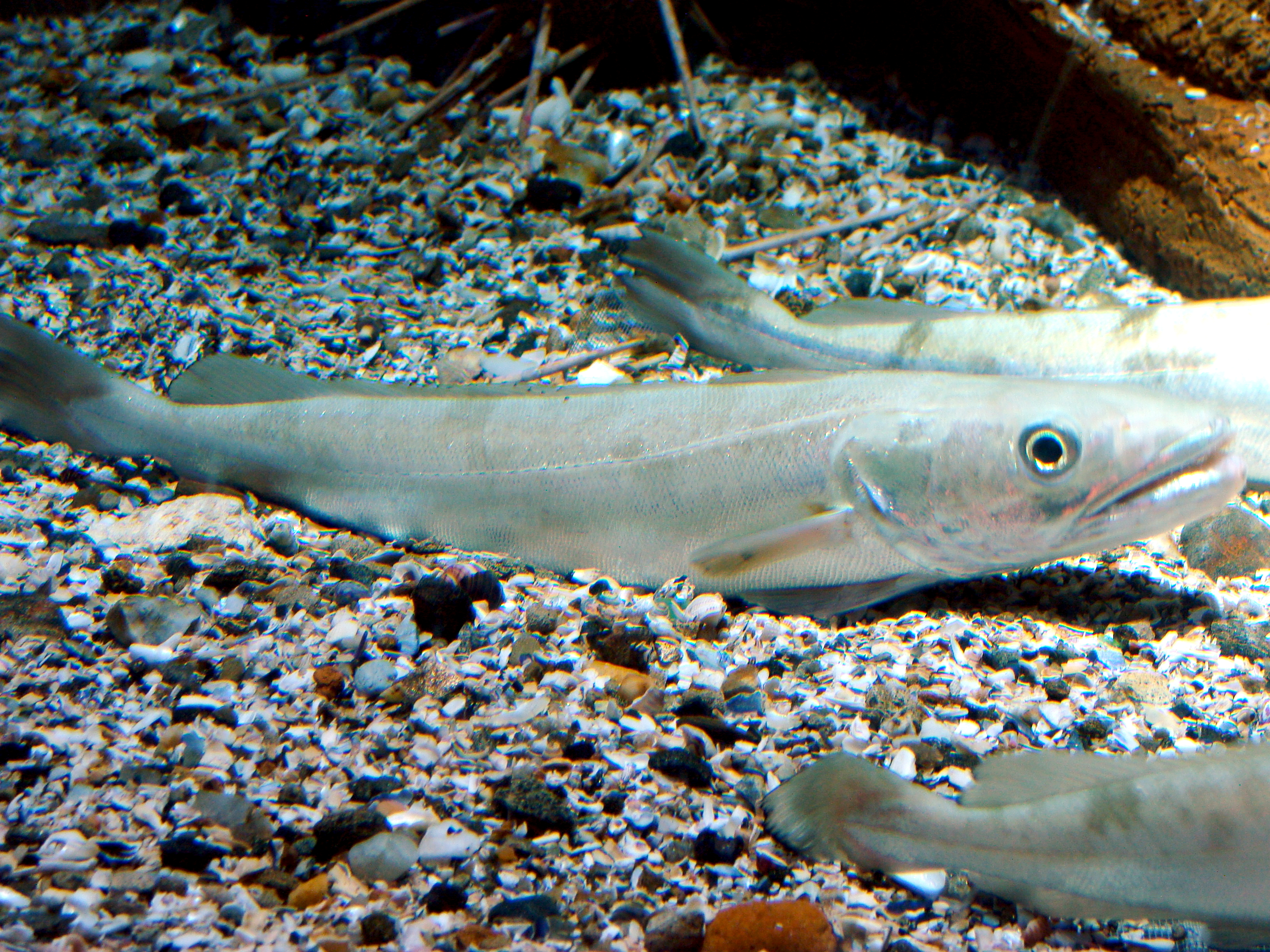
Merluza (Merluccius merluccius).

Los gadiformes o anacanthini son un orden de actinopterigios, entre los que se incluyen las merluzas, los bacalaos y otros similares. Su nombre procede del latín gadus, que significa bacalao.
Aparecen por primera vez en el registro fósil en el Mioceno medio, a mitad del Terciario.
Su existencia es de suma importancia ya que nos revela una parte muy importante de la evolución de los peces ya que el estudio de ese orden abre una amplia gama de posibilidades al mundo científico, su estudio y conservación es importante para el equilibrio de la naturaleza

## Anatomía
De cuerpo más o menos alargado, escamas cicloideas, provistos de aletas sin radios espinosos -al menos no verdaderas espinas-, con aleta caudal homocerca y sin ducto neumático en la vejiga natatoria; las aletas pélvicas se insertan por debajo de las pectorales; algunas especies con un maxilar protráctil.

## Hábitat y pesca
Habitan sobre todo en aguas frías del Atlántico Norte y también en el Mediterráneo. Comprende una familia muy importante desde el punto de vista pesquero y comercial, los gádidos, con especies muy conocidas y de gran interés económico, como la merluza, el bacalao y la faneca.

## Sistemática
Existen las siguientes diez familias válidas en este orden:
- Bregmacerotidae (Gill, 1872) - Bacaletes
- Euclichthyidae (Cohen, 1984) - Euclíctidos
- Gadidae (Rafinesque, 1810) - Bacalaos verdaderos.
- Lotidae - Barbadas
- Macrouridae (Gilbert y Hubbs, 1916) - Granaderos.
- Melanonidae - Bacalaos pelágicos
- Merlucciidae (Gill, 1884) - Merluzas
- Moridae (Moreau, 1881) - Moras y Carboneros.
- Muraenolepididae - Gadimorenas
- Phycidae - Brótolas, Lochas o Merluzas barbonas.

## Características

### Bregmacerotidae
Los bacaletes tienen unos 12 cm de longitud máxima; presentan dos aletas dorsales, la primera muy adelantada y con un solo radio, lo que le da aspecto de tener una antena o cuerno, la segunda larga y con una prolongada entalladura en el centro, casi simétrica con la aleta anal; las aletas pélvicas tienen 5 radios, los tres más exteriores se prolongan en largos filamentos muy característicos de esta familia.
Estos son pequeños peces que viven en las costas de los mares tropicales y subtropicales.

### Euclichthyidae
El bacalao Eucla tiene un cuerpo largo y afilado, una boca grande y sin barbilla en la barbilla. Tiene dos aletas dorsales casi contiguas; la primera es de base corta y alta, y la segunda es de base larga, extendiéndose hasta la base de la aleta caudal. Puede crecer hasta 35 cm (14 pulgadas). Se ha encontrado en el mar de Tasmania , alrededor de Australia desde Queensland hasta la plataforma del noroeste de Australia y fuera de la plataforma de Nueva Zelanda a profundidades de 250 a 920 m. No tiene valor comercial.

### Gadidae
La mayoría de las especies de gadidaes (bacalaos verdaderos)  se encuentran en aguas templadas del hemisferio norte, pero varias se encuentran en océanos subtropicales, subárticos y árticos, y una sola ( bacaladilla austral) se encuentra en el hemisferio sur. Generalmente son peces de tamaño mediano, y se distinguen por la presencia de tres aletas dorsales en el dorso y dos aletas anales en el envés. La mayoría de las especies tienen barbillas en la barbilla, que utilizan mientras navegan por el fondo del mar. Los gadidaes son carnívoros y se alimentan de peces y crustáceos más pequeños.

### Lotidae
Las lotas (o barbadas) (Lotidae) miden de uno a dos metros de longitud, tienen un cuerpo alargado, una o dos aletas dorsales y solo una aleta anal. El barbo en el mentón, característico del bacalao, está siempre presente. La aleta caudal es redondeada. Hay una gota de aceite en el huevo que lo mantiene suspendido en el agua.
Son especies importantes de peces desde el punto de vista de la pesca comercial y también de la deportiva.

### Macrouridae
Los granaderos o macrúridos (Macrouridae) forman una familia de peces de aguas profundas, un grupo diverso y ecológicamente importante, que forman parte del orden de peces similares al cod, los Gadiformes. Las especies de los Macrouridae se caracterizan por su gran cabeza que normalmente tienen un solo barbo en la barbilla, hocicos salientes, y cuerpos delgados que se estrechan hasta llegar a colas en forma de látigo, sin una aleta caudal evidente, pero lo que hay de aleta caudal suele confluir con las aletas dorsal y anal posteriores. Normalmente hay dos aletas dorsales, la aleta dorsal anterior es bastante alta, la posterior bastante baja pero es más larga y ocupa una mayor proporción de la espalda del pez, las especies de la subfamilia Macrouroidinae tienen una sola aleta dorsal. La larga aleta anal es casi tan larga como la segunda aleta dorsal es casi tan larga como la dorsal posterior, y a veces es más larga. La aleta pélvica se inserta en las proximidades del tórax y normalmente tiene entre 5 y 17 rayos de aleta, pero están ausentes en los Macrouroides. El cuerpo está cubierto de pequeñas escamas y si tienen un fotóforo, suele estar en la línea media del abdomen, justo delante del ano. La bioluminiscencia de estos peces es producida por simbiótica bacterias bioluminiscentes. La estructura del cráneo se ha utilizado para mostrar su ubicación en los Gadiformes, pero se diferencian de los bacalaos típicos en que poseen una espina robusta en la aleta dorsal anterior.
Las especies de esta familia son principalmente bentopelágicas, se encuentran a profundidades de 200-2000 m, se dan en el fondo marino y tienen una amplia distribución desde el Ártico hasta el Antártico. Las especies de Macrouridae normalmente viven cerca del fondo marino en el talud continental, sin embargo, algunas especies son batipelágicas o mesopelágicas, otras especies se encuentran en la plataforma continental exterior. Sus cuerpos son de textura suelta más que firme y son nadadores débiles. Algunas especies son de importancia comercial para la pesca.

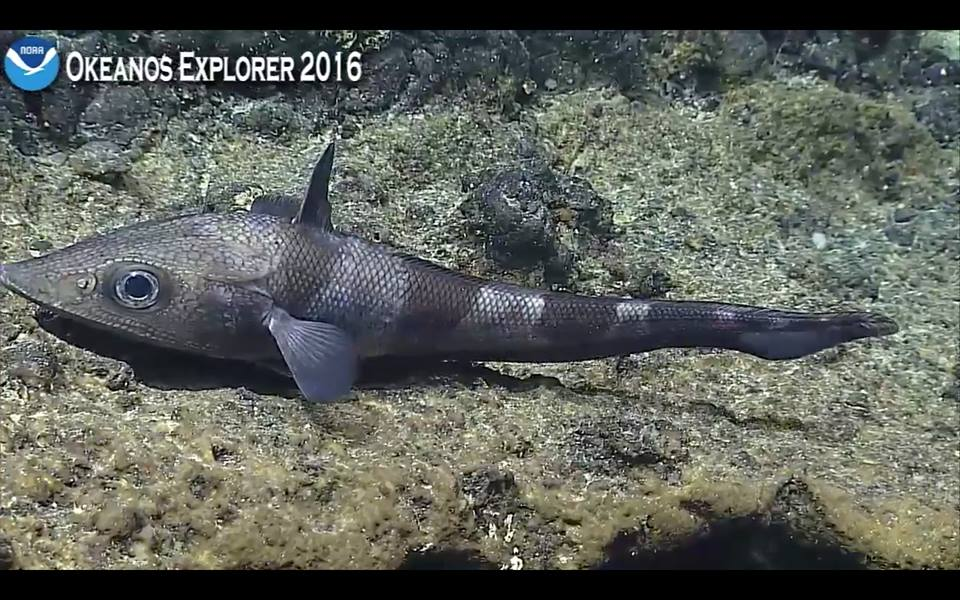
Coelorinchus tokiensis

### Melanonidae
Los bacalaos pelágicos Son de pequeño tamaño y no muy abundantes, y se distinguen por tener un pedúnculo caudal característico muy delgado así como unos distintivos órganos con terminaciones nerviosas en la cabeza.
El único género de la familia Melanonidae es Melanonus. Es un género de peces gadiformes que contiene solo dos especies de peces marinos similares al bacalao.
Ambas especies son peces pequeños, de no más de 15 cm (5,9 pulgadas) de longitud, y de color negro. Viven en aguas medias de los océanos Atlántico, Pacífico e Índico, lejos de las costas.

### Merlucciidae
Las merluzas (Merlucciidae) forman una familia de peces parecidos a los bacalaos verdaderos.
Son nativos de las aguas frías de los océanos Atlántico y Pacífico. Océanos, y suelen encontrarse a profundidades superiores a 50 m (164 pies) en regiones subtropicales, templadas, subÁrtico o subAntártico.
Las especies más conocidas pertenecen a los géneros Macruronus y Merluccius. Estos peces depredadores alcanzan una longitud de hasta 1,55 m (1,7 yd), aunque la mayoría sólo llega a la mitad de esa longitud, y habitan en las aguas de la plataforma continental y el talud continental superior, donde se alimentan de peces pequeños como los peces linterna (Myctophidae). Varias especies son importantes peces comerciales, por ejemplo el granadero azul (Macruronus]] novaezelandiae) que se pesca en el Pacífico sudoccidental y la merluza del Pacífico Norte (Merluccius productus) que se pesca en el oeste de Norteamérica.
Su nombre procede del latín: maris (mar) + lucius (pica), por su forma de lanza. 
Aparecen por primera vez en el registro fósil en el Oligoceno, a mitad del Terciario.

### Moridae
Las moras y carboneros forman una familia de peces, Moridae,  parecidos al bacalao.
Los móridos son peces marinos que se encuentran en todo el mundo y pueden hallarse a profundidades de hasta 2500 m (2734,0 yd), aunque la mayoría prefiere aguas menos profundas. En apariencia, se parecen mucho a los típicos bacalaos, de los que sólo se pueden distinguir por sus características esqueléticas y la estructura de la vejiga natatoria.
Crecen hasta 90 cm de largo (bacalao rojo, Pseudophycis bachus).

### Muraenolepididae
Las gadimorenas (Muraenolepididae) tienen el cuerpo bastante alargado. Tienen dos aletas dorsales: la primera formada por un solo radio y la segunda unida a la aleta anal ya la aleta caudal en una aleta continua desigual. Una púa está presente debajo de la barbilla. Tienen escamas alargadas dispuestas en filas oblicuas.
Muraenolepis andriashevi supera los 44 cm de longitud y es la especie más grande.
Se encuentran en todos los mares del hemisferio sur.
Su nombre procede del latín: muraena (el pez morena) + del griego: lepis (escama), es decir, son morenas con escamas.

### Phycidae
Las brótolas, lochas o merluzas barbonas (Phycidae) poseen dos aletas dorsales, la primera con 8 a 13 radios de aletas, la segunda con 43 a 68 radios de aletas y una aleta anal que a veces se une a la aleta caudal. Las aletas pélvicas tienen dos radios de aleta muy alargados. Los animales miden entre 35 centímetros y 1,30 metros de largo. Sus otolitos ("piedras del oído") están muy especializados en contraste con los de otros animales parecidos al bacalao. Sus huevos son pequeños, de menos de un milímetro de diámetro.